# Контагиозная плевропневмония крупного рогатого скота
Контагиозная плевропневмония крупного рогатого скота —  повальное воспаление лёгких крупного рогатого скота, инфекционная болезнь, возбудителем которой является Mycoplasma mucoides var. mycoides; характеризуется крупозной пневмонией, плевритом с последующим образованием в лёгких секвестров (участков некротизированной ткани). Возбудитель выделяется из организма больного животного главным образом с истечениями из носа, при кашле, реже с мочой, молоком или околоплодной жидкостью. Заражение происходит при совместном содержании здоровых животных с больными, по-видимому, аэрогенным путём . Переболевшие животные приобретают иммунитет. Диагноз ставят на основании эпизоотологических данных (болеет только крупный рогатый скот, эпизоотия имеет медленное течение), клинической картины и лабораторного исследования (биопроба, бактериологические и серологические исследования). Профилактика: предотвращение заноса болезни из других стран, при установлении болезни — наложение карантина (очень спорно с 2011 года данное заболевание перестало считаться особо опасным и соответственно наложение карантина стало крайне затруднительно, см. приказ МСХ РФ 476 от 2011 года); убой больных, подозрительных по заболеванию и положительно реагирующих по РСК животных; вакцинация здоровых животных, дезинфекция помещений, обеззараживание навоза.